# Agrilus eulaxus
Agrilus eulaxus é uma espécie de inseto coleóptero polífago pertencente à família dos buprestídeos. É um dos representantes do gênero Agrilus.
Foi descrita formalmente pela primeira vez em 1932, pelo entomólogo especialista em buprestídeos Jan Obenberger. É considerado um sinônimo de Agrilus sexnotatus. Possui distribuição na América do Sul, possivelmente no Brasil.